# 古川明徳
古川 明徳（ふるかわ あきのり、1949年 - ） は、日本の流体工学者。九州大学名誉教授。元大分工業高等専門学校校長。元ターボ機械協会会長。

## 人物・経歴
福岡県立修猷館高等学校を経て、1972年九州大学工学部機械工学科卒業。1977年九州大学大学院工学研究科機械工学専攻修了。髙松康生や妹尾泰利に師事。同年大分大学工学部エネルギー工学科講師。1979年日本機械学会論文賞受賞。1980年九州大学より工学博士の学位を取得、大分大学工学部エネルギー工学科助教授。1982年九州大学助教授。1992年九州大学教授。2011年日本機械学会流体工学部門賞受賞。2012年大分工業高等専門学校校長。同年日本工学教育協会JSEEアワード受賞。2013年ターボ機械協会論文賞受賞。同年ターボ機械協会会長。2024年瑞宝中綬章を受章。